# Морфология человека
Морфология человека — раздел физической антропологии, подразделяется на соматологию и мерологию.
Соматология изучает закономерности индивидуальной изменчивости человеческого организма в целом, половой диморфизм в строении тела, возрастные изменения размеров и пропорций от зародышевого периода до старости, влияние различных биологических и социальных условий на строение тела, конституцию человека. Этот раздел наиболее тесно соприкасается с медициной и имеет существенное значение для установления норм физического развития и темпов роста, для геронтологии и т. п.
Мерология изучает вариации отдельных частей организма. Сравнительно-анатомические исследования, входящие в мерологию, посвящены выяснению сходств и различий каждого органа тела и каждой системы органов человека по сравнению с другими позвоночными животными, главным образом млекопитающими и в наибольшей степени с приматами. В итоге этих исследований выясняются родственные связи человека с другими существами и его место в животном мире. Палеоантропология изучает костные остатки ископаемых людей и близких родичей человека — высших приматов. Сравнительная анатомия и палеоантропология, а также эмбриология служат выяснению проблемы происхождения человека и его эволюции, вследствие чего они входят в учение об антропогенезе, тесно связанное с философией, а также с археологией палеолита, геологией плейстоцена, физиологией высшей нервной деятельности человека и приматов, психологией и зоопсихологией и др.
Морфология человека рассматривает такие вопросы, как место человека в системе животного мира, отношение его как зоологического вида к другим приматам, восстановление того пути, по которому шло развитие высших приматов, исследование роли труда в происхождении человека, выделение стадий в процессе человеческой эволюции, изучение условий и причин становления человека современного типа.